# 原田政彦 (野球)
原田 政彦（はらだ まさひこ、1971年2月26日 - ）は、愛知県刈谷市出身の元プロ野球選手（内野手、外野手）。右投右打。

## 来歴・人物
刈谷市立住吉小学校、刈谷市立刈谷南中学校卒業（小・中学校共に阪神タイガースに入団した鮎川義文と同級生）。三河高等学校（福岡ダイエーホークスに入団した太田勝正がエース）を卒業後に愛知学院大学へ進学。愛知大学リーグでの通算成績は60試合出場、195打数57安打、打率.292、1本塁打、23打点。ベストナイン2回受賞、4年秋に明治神宮大会優勝。社会人野球の東海理化を経て、1994年のドラフト4位で中日ドラゴンズに入団。
内野手として入団するも故障のため1996年シーズン途中に自由契約に。故障が癒えた翌1997年に再び支配下選手登録され、同時に外野手に転向。
走攻守にバランス良く、2000年には打率.343でウエスタンリーグ首位打者に輝くなど二軍での実績は抜群だったが、一軍での出番には恵まれなかった。
2001年4月、シャーマン・オバンドーや西浦克拓など外野手に故障者が相次いだ日本ハムファイターズに金銭トレードされ、この年自己最高の出場機会を得るが、翌2002年は奮わず、戦力外通告を受け現役を引退した。
2006年に葛谷学園中和医療専門学校柔道整復師養成科に入学、その後は岐阜県可児市で整骨院を開いている。

## 詳細情報

### 年度別打撃成績
| 年 度     | 球 団     | 試 合 | 打 席 | 打 数 | 得 点 | 安 打 | 二 塁 打 | 三 塁 打 | 本 塁 打 | 塁 打 | 打 点 | 盗 塁 | 盗 塁 死 | 犠 打 | 犠 飛 | 四 球 | 敬 遠 | 死 球 | 三 振 | 併 殺 打 | 打 率 | 出 塁 率 | 長 打 率 | O P S |
| --------- | --------- | ----- | ----- | ----- | ----- | ----- | -------- | -------- | -------- | ----- | ----- | ----- | -------- | ----- | ----- | ----- | ----- | ----- | ----- | -------- | ----- | -------- | -------- | ----- |
| 1997      | 中日      | 14    | 21    | 20    | 2     | 6     | 1        | 1        | 0        | 9     | 2     | 0     | 2        | 0     | 0     | 1     | 0     | 0     | 3     | 0        | .300  | .333     | .450     | .783  |
| 1998      | 中日      | 20    | 34    | 32    | 4     | 8     | 1        | 0        | 1        | 12    | 2     | 1     | 1        | 0     | 0     | 2     | 0     | 0     | 6     | 0        | .250  | .294     | .375     | .669  |
| 2000      | 中日      | 3     | 7     | 6     | 0     | 1     | 0        | 0        | 0        | 1     | 0     | 0     | 0        | 1     | 0     | 0     | 0     | 0     | 2     | 0        | .167  | .167     | .167     | .333  |
| 2001      | 日本ハム  | 29    | 92    | 83    | 10    | 22    | 5        | 1        | 1        | 32    | 4     | 6     | 0        | 3     | 0     | 5     | 0     | 1     | 13    | 0        | .265  | .315     | .386     | .700  |
| 2002      | 日本ハム  | 3     | 8     | 5     | 0     | 0     | 0        | 0        | 0        | 0     | 0     | 0     | 0        | 3     | 0     | 0     | 0     | 0     | 2     | 0        | .000  | .000     | .000     | .000  |
| 通算：5年 | 通算：5年 | 69    | 162   | 146   | 16    | 37    | 7        | 2        | 2        | 54    | 8     | 7     | 3        | 7     | 0     | 8     | 0     | 1     | 26    | 0        | .253  | .297     | .370     | .667  |

### 記録
- 初出場：1997年8月30日、対ヤクルトスワローズ23回戦（ナゴヤドーム）、9回表に中堅手として出場
- 初先発出場：1997年8月31日、対ヤクルトスワローズ24回戦（ナゴヤドーム）、2番・左翼手として先発出場
- 初安打：同上、6回裏に山本樹から二塁打
- 初打点：1997年9月18日、対広島東洋カープ27回戦（ナゴヤドーム）、7回裏に中山裕章の代打・愛甲猛の代打として出場、東瀬耕太郎から三塁ゴロの間に記録
- 初本塁打：1998年5月22日、対ヤクルトスワローズ7回戦（明治神宮野球場）、7回表に石井一久から左越ソロ

### 背番号
- 57 （1995年）
- 95 （1996年）
- 56 （1997年 - 2001年途中）
- 43 （2001年途中 - 2002年）